# Luminância

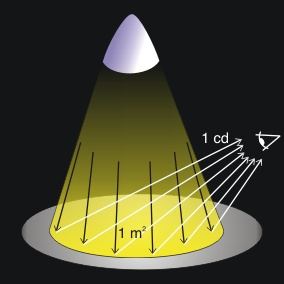
Observando parte uma superfície iluminada, a intensidade luminosa refletida por uma superfície dividida pela área visível para os olhos denomina-se luminância.

A luminância é uma medida da densidade da intensidade de uma luz refletida numa dada direção, cuja unidade SI é a candela por metro quadrado (cd/m²). Descreve a quantidade de luz que atravessa ou é emitida de uma superfície em questão, e decai segundo um ângulo sólido.
Pode ser descrita com a seguinte equação:
{\displaystyle L_{V}={\frac {d^{2}F}{dSd\Omega \cos \theta }}}
onde:
- LV é a luminância, medida em candelas por metro ao quadrado (cd/m²).
- F é o fluxo luminoso, em lumens.
- dS é o elemento de superfície considerado, em metros ao quadrado.
- dΩ é o elemento de ângulo sólido, em estereorradianos.
- θ é o ângulo entre a normal da superfície e a direção considerada.

Os raios luminosos de uma fonte de luz não podem ser vistos; é a sensação de claridade que essa superfície produz nos olhos que é transmitida ao cérebro. Por causa da sensibilidade dos receptores da retina, a sensibilidade do olho humano não é a mesma para todo o espectro eletromagnético de cores. Estende-se do vermelho (780 nm) ao violeta (400 nm) com o verde-amarelado no centro. Por esse motivo, o verde-amarelado é a cor mais representativa do espectro luminoso.
Já que os objetos possuem diferentes capacidades de reflexão da luz, pode-se obter diferentes luminâncias de uma mesma iluminância.
Os monitores e as placas de tratamento da imagem controlam a luminância e a crominância.